# Greenidea pallidipes
Greenidea pallidipes är en insektsart. Greenidea pallidipes ingår i släktet Greenidea och familjen långrörsbladlöss. Inga underarter finns listade i Catalogue of Life.